# Bank of the West Classic 2002
Bank of the West Classic 2002 — жіночий тенісний турнір, що проходив на відкритих кортах з твердим покриттям Taube Tennis Center у Стенфорді (США). Належав до турнірів 2-ї категорії в рамках Туру WTA 2002. Відбувсь утридцятьперше і тривав з 22 до 28 липня 2002 року. Перша сіяна Вінус Вільямс здобула титул в одиночному розряді, свій другий на цьому турнірі (перший був 2000 року), і отримала 93 тис. доларів США.

## Фінальна частина

### Одиночний розряд
Вінус Вільямс —  Кім Клейстерс, 6–3, 6–3
- Для Вільямс це був 5-й титул в одиночному розряді за сезон і 15-й — за кар'єру.

### Парний розряд
Ліза Реймонд /  Ренне Стаббс —  Жанетта Гусарова /  Кончіта Мартінес, 6–1, 6–1